# アミジグサ
アミジグサ（網地草、Dictyota dichotoma）は褐藻綱アミジグサ目アミジグサ科に分類される海藻で、世界中の沿岸部の岩場に広く分布している。
アミジグサという和名は、藻体を透かして見た時に、網目状に見えることに由来する。

## 分布
本種は世界各地の潮間帯から潮下帯の岩上あるいは他の海藻上に生息している。
生息が確認されている国・地域は、以下のとおりである。
- 大西洋諸島:アゾレス諸島、バミューダ諸島、カナリア諸島、ランサローテ島、マディラ島、サルベージ諸島（英語版）、セントヘレナ島、サンペドロ・サンパウロ群島
- ヨーロッパ:アドリア海、プーリア、バレアレス諸島、バルト海、黒海、ブルガリア、チャンネル諸島、クリミア、デンマーク、フランス、ドイツ、ギリシャ、ヘルゴランド、アイスランド、イタリア、マルタ、オランダ、ノルウェー、ペラジアン諸島（英語版）、スカンジナビア、スペイン、スウェーデン、ヴェネト
- 北アメリカ:フロリダ、カリフォルニア湾、 レビジャヒヘド諸島 、メキシコ、ノースカロライナ、サウスカロライナ、バージニア
- 中央アメリカ:ベリーズ、エルサルバドル
- カリブ諸島：バハマ、バルバドス、カイコス諸島、ケイマン諸島、キューバ、ハイチ、ジャマイカ、小アンティル諸島、オランダ領アンティル諸島、プエルトリコ、トリニダード、トリニダード・トバゴ
- 西部大西洋:西大西洋
- 南アメリカ:アルゼンチン、ブラジル、チリ、コロンビア、ペルー、温帯南アメリカ（英語版）、ベネズエラ
- アフリカ:アルジェリア、アンゴラ、コートジボワール、エリトリア、エチオピア、ガボン、ガンビア、ガーナ、ギニア、ビサウ、ケニア、リベリア、リビア、マダガスカル、モーリタニア、地中海、モロッコ、モザンビーク、サントメ・プリンシペ、セネガル、シエラレオネ、南アフリカ、スペイン語圏北アフリカ（英語版）、スーダン、タンザニア、トーゴ、チュニジア
- インド洋諸島:アルダブラ諸島、アミランテ諸島（英語版）、アンダマン諸島、クリスマス島、ラッカディブ諸島、モルディブ、モーリシャス、ニコバル諸島、レユニオン、ロドリゲス島、セーシェル
- 中東:アラビア湾、キプロス、エジプト、イラン、イスラエル、クウェート、レバノン、レバント盆地、レバント州、オマーン、紅海、シリア、トルコ、イエメン
- 南西アジア:バングラデシュ、ゴア、インド、カルナータカ州、パキスタン、スリランカ
- 東南アジア:インドネシア、マレーシア、ミャンマー、フィリピン、シンガポール、タイ、ベトナム
- 東アジア:中国、海南島、香港、日本、韓国、ロシア、南シナ海
- オセアニア:コーラル海諸島領土、ハウスマン・アブロホス（英語版）、ニューサウスウェールズ、ニュージーランド、ノーフォーク島、クイーンズランド州、オーストラリア
- 太平洋諸島:カロリン諸島、ミクロネシア連邦、フィジー、ガラパゴス諸島、ニューカレドニア、サモア諸島
- 亜南極諸島:マッコーリー島

### 日本における分布
日本においても北海道から南西諸島まで全国各地に広く分布している。しかし、内湾には生息していない。

## 生態
アミジグサは世界各地に生息する普遍種で、春から秋にかけて大きな群落を形成する。本種は多年生であり、直立藻体が消失した後も、匍匐性の葉状体は越冬する。（一年生とみなし、基部付近の一部は越冬するとする場合もある。）天然個体群においては胞子体は配偶体と比べて圧倒的に優占することが知られている。また、本種が人間に産業利用されたことはないとされる。さらに、ある程度の有機汚染には耐えることができることが知られている。

### 生活史
本種は同型世代交代を行う藻類である。同形同大で無性の胞子体と配偶体（雌雄異株）との間で世代交代が規則的に行われる。雄の配偶体には造精器が、雌の配偶体には造卵器が形成される。造精器と造卵器はそれぞれ密集して形成されるが、四分胞子嚢は明確な集合体を形成しない。そのため、胞子体と配偶体を肉眼で区別することは可能である。造精器と造卵器においてそれぞれ作られた精子（単鞭毛）と卵が接合後胞子体となり、胞子体から減数（四分）胞子が形成・放出される。放出された胞子は成長して雌雄配偶体に戻る。配偶子の放出は月の満ち欠けと連動している。

### 食害の防止
アミジグサ類はテルペン類という動物の嫌う化学物質（摂食忌避物質）を作り出し、ウニや魚からの食害を避けている。
また、アミジグサ類には、酸を貯めて、ウニやサザエといった植食動物から食べられることを防ぐ性質を持つ種もある。ウルジグサ類と同様に高濃度の硫酸イオンを細胞内に蓄積させ、酸性の強い種類ではpHが1程度になることもある。植食動物の多い場所では他の藻類が生息できず、アミジグサ類だけが繁茂することもみられる。また、アミジグサは死後、黄緑色に変色し、多少の酸を放出することがある。

#### ソコミジンコ類との関わり
ソコミジンコ類は多くの種のアミジグサ類の中に生息・寄生し、アミジグサ類を宿主としている。他の動物との餌を巡る競争を避けることができ、強酸性のアミジグサに守られることで、魚などによる捕食を受けにくくなるといった理由によってこのようになっていると考えられる。アミジグサ類の強酸性の獲得と、ソコミジンコ類の強酸性の海藻への適応が起こり、両者の間に進化的な相互作用が生じているとされている。

## 形態
大きさは10-35cmほどであり、体は扁平で線状である。規則的に15-45°の角度で数回二又に枝分かれし、扇型となり、先端は丸くなっている。枝の幅は2-5mmほどである。色は、黄緑色から褐色である。成長すると体に濃い色の斑点模様が見られ、これが和名の由来となっている。藻体の断面は、無色で大きな細胞からなる1層の内層と、葉緑体を含む小さな細胞からなる1層の皮層によって構成されている。しかし、アミジグサの中には皮層の一部が部分的に2層になるものも確認されている。体の先端には1個の顕著な頂端生長点細胞が存在する。体に黒褐色の小さな点が付いている個体もあり、これは生殖器官である。四分胞子嚢は点が小さく全体がごま塩模様、雄の生殖器官は楕円形で褐色の点、雌の生殖器官は円形で黒色の点となっている。

### 近似種
近似種には、フクリンアミジやサナダグサ、カズノアミジ、イトアミジなどがある。

#### フクリンアミジ
フクリンアミジはアミジグサよりも体の縁辺部の輪郭がはっきりしていて、分厚く色が濃くなっている。フクリンアミジも体の横断面において内層は1層であるが、縁辺付近の内層が4-5層程度になる。そのため体の切片を作製することにより、容易に判別することができる。また、糸状の付着器を持つこともアミジグサとは異なる点である。

#### サナダグサ
サナダグサはアミジグサ属よりも藻体の厚さが厚く、手触りが硬い。また、アミジグサとは断面の構造が異なり、皮層と内層の間にもう1つの細胞層があり、皮層は2層になっている。内層は1層であるが、部分的に2-3層となる。以前はアミジグサ属とサナダグサ属を皮層細胞の層数で区別していたが、アミジグサ属にもアミジグサなど皮層の一部が2層になるものが知られており、皮層細胞の層数の違いは属の違いではないこととなった。

#### カズノアミジ
アミジグサよりも少し小形であり、枝分かれの角度がアミジグサよりも鈍角である。

#### イトアミジ
体が薄い膜質であり、葉の幅も細く1-2mmほどしかない。

## 名称

### 学名
属名であるアミジグサ属の「Dictyota」はギリシア語で「網のある」という意味であり、種小名である「dichotoma」はラテン語の形容詞由来であり、「二つに分かれた」という意味を持つ。
ウィリアム・ハドソンが1762年に刊行した『Flora anglica』の462ページでこの種をUlva dichotomaの名で記載し、ジャン・ヴァンサン・フェリックス・ラムルーが、1809年に『植物学雑誌』の第2巻に発表した論文「Dictyota属の特徴の説明と、それに含まれる種の一覧表」において、この種をDictyota属に分類した。なお、この2人はアミジグサの学名に名を残している。

### 和名
アミジグサという和名は、肉層の大きな細胞が作り出す細かな網目模様が体を透かして見た際に、肉眼で確認できることに由来する。この和名は1902年に岡村金太郎によって与えられた。

## 分類

### タイプ標本
本種のホロタイプの産地はイングランドのランカシャーウォルニー島であるが、現在では標本はおそらく失われているとされ、ネオタイプが新たに選定される必要があるとされている。

### 太平洋の種と大西洋の種
太平洋に生息しているDictyota dichotomaと大西洋に生息しているDictyota dichotomaは別種であることが示唆されており、Dictyota dichotomaは最低でも2種類以上の複数種を包含しているとされている。アミジグサはDictyota dichotomaに充てられているが、別種であるとされている。日本や韓国での種はDictyota dimorphosaと命名されDictyota dichotomaとは異なる種である新種であると記載された。日本の「アミジグサ」はこのDictyota dimorphosaである可能性が高いとされている。

### 上位分類
上位分類にはアミジグサ属があり、アミジグサはこの属で最も広範囲に分布し生物量も多く、アミジグサ属のタイプ種となっている。この属には全世界で100種を超える種が記載されていており、そのうち、日本には11種（サナダグサを含むと12種）が生息している。 
日本に生息している種は以下の通りである。 
- オオマタアミジ Dictyota bartayresiana Lamouroux
- オオバアミジグサ Dictyota ciliolata Sonder ex Kützing
- サナダグサ Dictyota coriacea (Holmes) Hwang, Kim et Lee [注釈 2]
- アミジグサ Dictyota dichotoma (Hudson) Lamouroux
- サキビロアミジ Dictyota dilatata Yamada nom. illeg
- カヅノアミジ Dictyota divaricata Lamouroux
- ハイアミジグサ Dictyota friabilis Setchell
- イトアミジ Dictyota linearis (C. Agardh) Greville
- トゲアミジ Dictyota mertensii (Martius) Kuetzing
- ヘラアミジグサ Dictyota spathulata Yamada
- ハリアミジグサ Dictyota spinulosa Harvey
- コモンアミジ Dictyota patens J.Agardh

### シノニム
アミジグサの学名には以下のようなシノニムがある。

#### 同タイプ異名（homotypic synonym）
- Ulva dichotoma Hudson 1762  [注釈 3]
- Zonaria dichotoma (Hudson) C.Agardh 1817
- Fucus dichotomus (Hudson) Bertoloni 1819
- Haliseris dichotoma (Hudson) Sprengel 1827
- Dichophyllium dichotomum (Hudson) Kützing 1843

#### 異タイプ異名（heterotypic synonym）
- Fucus zosteroides J.V.Lamouroux 1805
- Dictyota rotundata J.V.Lamouroux 1809
- Zonaria rotundata (Lamouroux) C.Agardh 1817
- Dictyota dichotoma var. acuta Chauvin ex Duby 1830
- Dictyota setosa Duby 1830
- Dictyota dichotoma var. volubilis Lenormand 1843
- Dictyota acuta Kützing 1845
- Dictyota volubilis Kützing 1849
- Dictyota acuta var. patens Kützing 1849
- Dictyota dichotoma var. rigida P.Crouan & H.Crouan 1852
- Dictyota aequalis var. minor Kützing 1859
- Dictyota attenuata Kützing 1859
- Dictyota elongata Kützing 1859
- Dictyota latifolia Kützing 1859
- Dictyota dichotoma var. elongata (Kützing) Grunow 1874
- Dictyota dichotoma var. stenoloba Hohenacker 1883
- Dictyota dichotoma f. latifrons Holmes & Batters 1890
- Dictyota areolata Schousboe 1892
- Dictyota complanata Schousboe ex Bornet 1892
- Dictyota dichotoma f. attenuata (Kützing) Vinassa 1892
- Dictyota dichotoma f. latifolia (Kützing) Vinassa 1892
- Neurocarpus annularis Schousboe 1892
- Neurocarpus areolatus Schousboe 1892
- Dictyota apiculata J.Agardh 1894
- Dictyota dichotoma f. elongata (Kützing) Schiffner 1933
- Dictyota dichotoma var. minor Kützing 1981
- Dictyota dichotoma f. spiralis Nizamuddin 1981